# Манеев, Николай Михайлович
Николай Михайлович (Казим Мубинович) Манеев (28 февраля 1935 — 21 апреля 2024) — советский хоккеист, защитник. Заслуженный тренер СССР, функционер.

## Биография
Начинал играть за команду класса «А» ОДО / СКВО (Ленинград), за которую провёл четыре сезона (1955/56 — 1958/59). Затем выступал за команды «Красная звезда» / «Бумкомбинат» Краснокамск (1959/60 — 1962/63) и «Металлург» Череповец (1963/64 — 1965/66). Работал в «Металлурге» тренером. В 1982—2009 годах работал на административных должностях в СКА и второй команде.
Скончался 21 февраля 2024 года в возрасте 88 лет.
Сын Илья (Ильвар, род. 1962) также работал в СКА администратором и тренером.